# Középlemez
A középlemez vagy extended play (EP) angol kifejezés olyan hagyományos hanglemezeket vagy CD-ket jelent, melyek túl hosszúak ahhoz, hogy kislemeznek nevezzük őket, egy nagylemezhez (albumhoz) képest viszont kevesebb számot tartalmaznak. Számszerűsítve: egy kislemezen (single) egy-három szám jelenik meg (esetleg ugyanannak a számnak több verziója), és legfeljebb 20 perc hosszú; egy nagylemez (long play, LP) általában legalább nyolcat tartalmaz (vagy ha kevesebbet, a hossza akkor is legalább 40 perc) – az EP e kettő között helyezkedik el.
A legkorábbi EP-k az 1950-es évek második felében 33⅓-os fordulatszámú 10″-es (25,4 cm-es) lemezek voltak. (Mivel Elvis Presley induló karrierjével párhuzamosan kezdtek terjedni, egyesek az ő monogramjából származtatták az elnevezést.)[forrás?] Az 1970-es és 80-as években már más formátumban is kiadtak EP-ket: 7″ (17,8 cm), ill. 12″ (30,5 cm) átmérőjű 45-ös fordulatszámú lemezek is megjelentek. Néhány közülük különleges alakú vagy színes felületű volt.
Japánban és Dél-Koreában ezeket a kiadványokat minialbumnak hívják.